# Xã America, Quận Plymouth, Iowa
Xã America (tiếng Anh: America Township) là một xã thuộc quận Plymouth, tiểu bang Iowa, Hoa Kỳ. Năm 2010, dân số của xã này là 10.299 người.